# Biotoecus dicentrarchus
Biotoecus dicentrarchus es una especie de peces de la familia Cichlidae en el orden Perciformes.

## Morfología
Los machos pueden llegar alcanzar los 3,8 cm de longitud total.

## Hábitat
Es una especie de clima tropical.

## Distribución geográfica
Se encuentran en Sudamérica:  cuenca del río Orinoco (desde el río Inírida - Colombia - hasta Maripa - Venezuela -).